# Mönninghausen (Am Mellensee)
Mönninghausen ist ein Wohnplatz von Sperenberg, einem Ortsteil der amtsfreien Gemeinde Am Mellensee im Landkreis Teltow-Fläming in Brandenburg.

## Geographische Lage
Der Wohnplatz liegt im südlichen Bereich der Gemarkung von Sperenberg. Nordöstlich liegt der weitere Wohnplatz Fernneuendorf, südwestlich der weitere Ortsteil Kummersdorf-Alexanderdorf. Nördlich liegt der Neuendorfer See, südwestlich der Mönnigsee.

## Geschichte
Mönnighausen wurde 1858 als Etablissement am Mönchsee urkundlich erwähnt. Zu dieser Zeit lebten 14 Personen in dem Wohnplatz. Im Jahr 1860 bestand er aus einem Wohn- und zwei Wirtschaftsgebäuden. Bis zum Jahr 1925 war die Anzahl der Personen auf fünf gesunken. Er gehörte 1932 zur Gemeinde Sperenberg und war dort 1957 Wohnplatz.
Mönninghausen kam im Zuge der Eingemeindung Sperenbergs am 1. Februar 2002 zur Gemeinde Am Mellensee.